# Dąbrowa (Powiat Opolski)
Dąbrowa (deutsch: Dambrau) ist ein Dorf im Powiat Opolski in Polen in der Woiwodschaft Opole. Es ist Sitz der gleichnamigen Landgemeinde mit 8252 Einwohnern (Stand 31. Dezember 2020).

## Geographie

### Geographische Lage
Dąbrowa liegt im Westen der historischen Region Oberschlesien. Der Ort liegt rund 10 Kilometer westlich von Opole und 65 km südöstlich von Breslau. Dąbrowa liegt in der Nizina Śląska (Schlesische Tiefebene) innerhalb der Równina Niemodlińska (Falkenberger Ebene). Westlich des Dorfes liegen weitläufige Waldflächen, die zum Forst Falkenberg gehören.
Nördlich der Ortschaft verläuft die Landesstraße Droga krajowa 46. Der Bahnhof Dąbrowa Niemodlińska, nördlich des Ortskerns gelegen, befindet sich an der Bahnstrecke Opole–Brzeg.

### Nachbarorte
Nachbarorte von Dąbrowa sind im Norden Ciepielowice (Scheppelwitz), im Nordosten Karczów (Schönwitz), im Osten Wreske (Wrzoski) und im Süden Bowallno (Wawelno).

## Geschichte

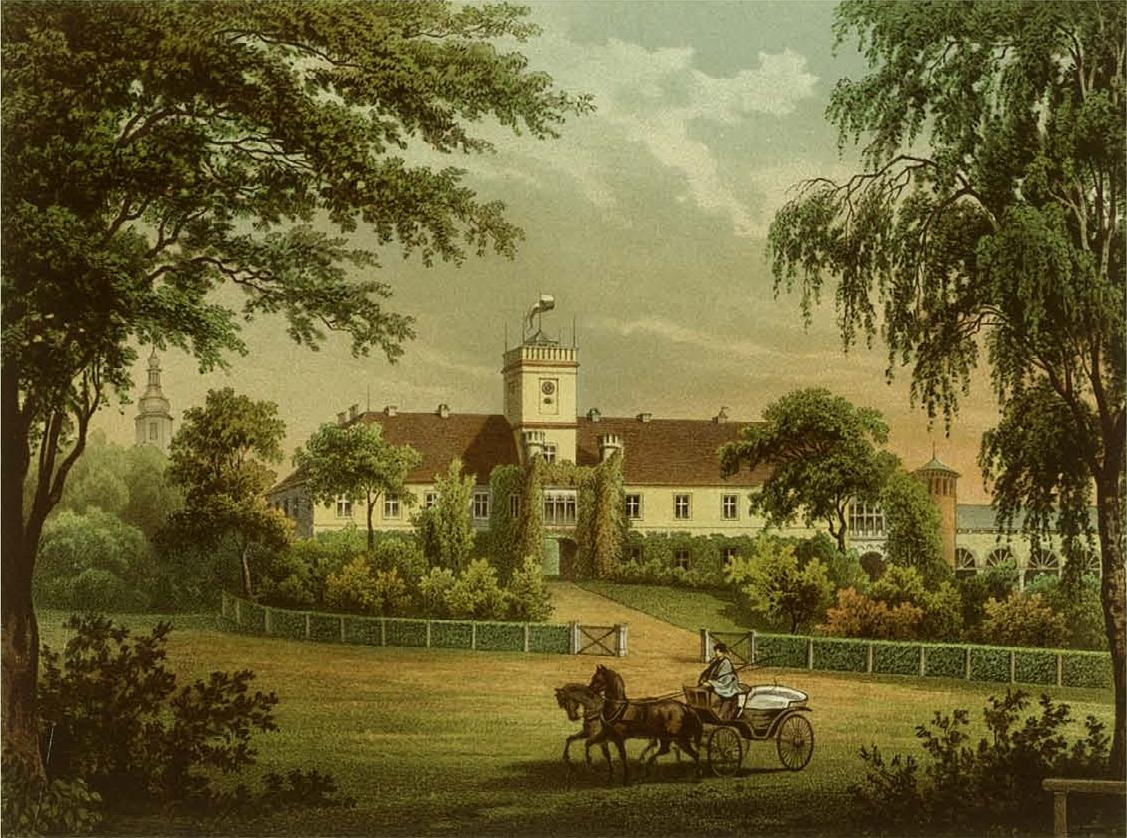
Schloss Dambrau um 1861/62, Sammlung Alexander Duncker

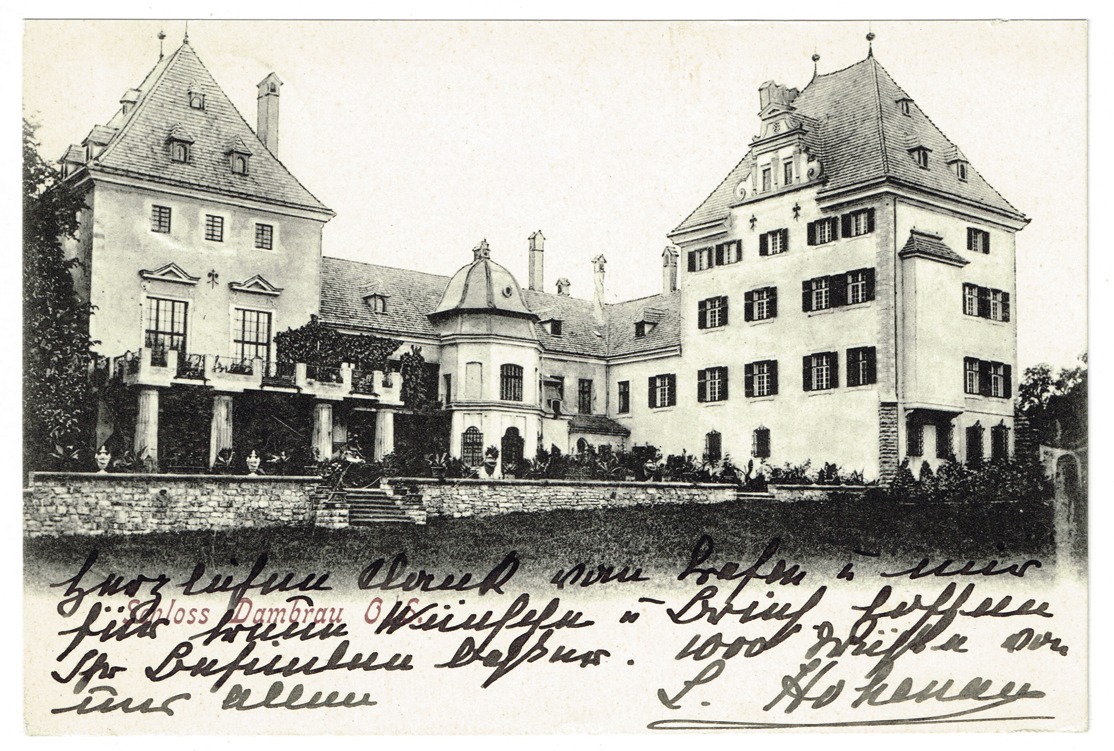
Schloss Dambrau (Parkseite) um 1900

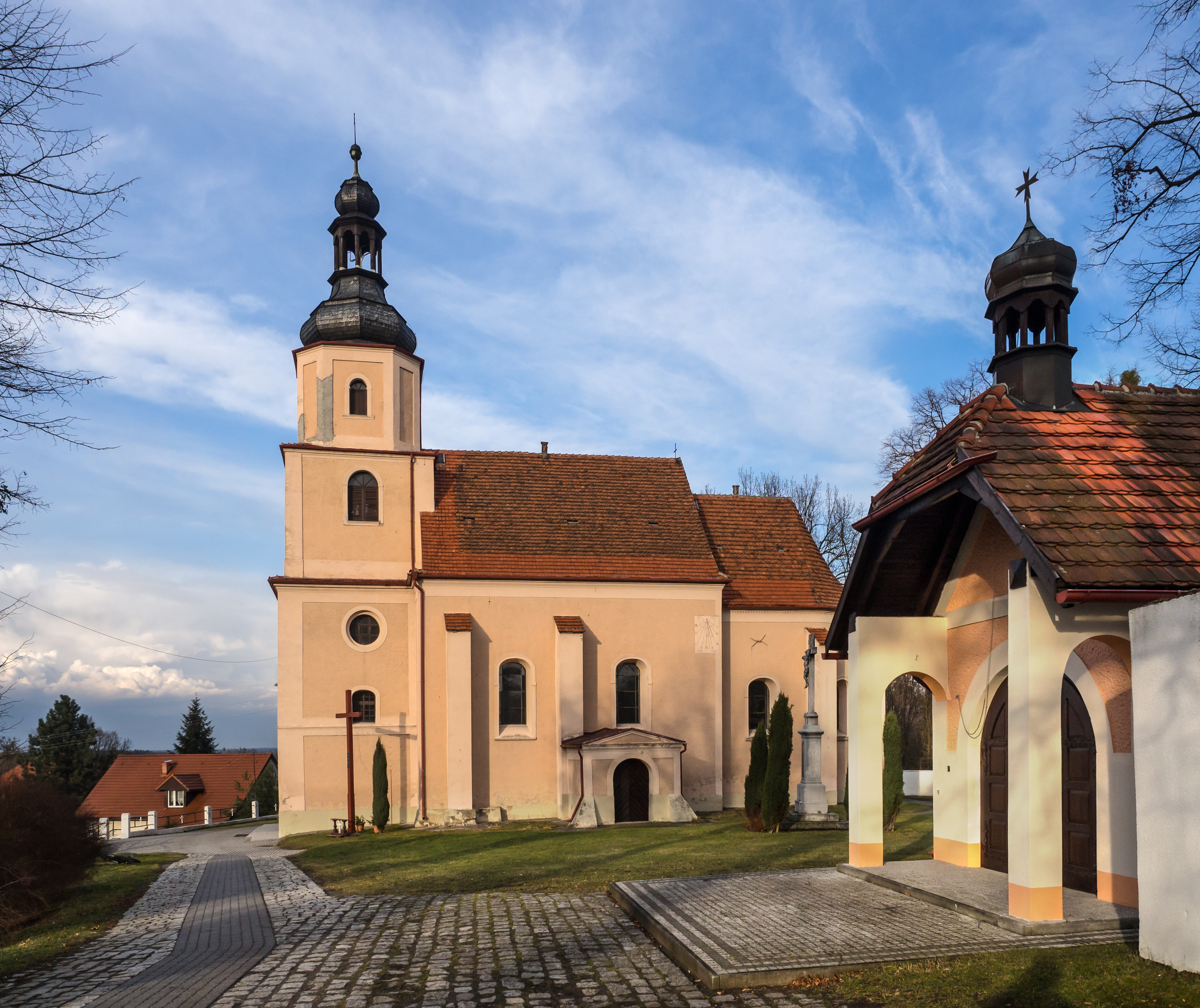
Pfarrkirche St. Laurentius

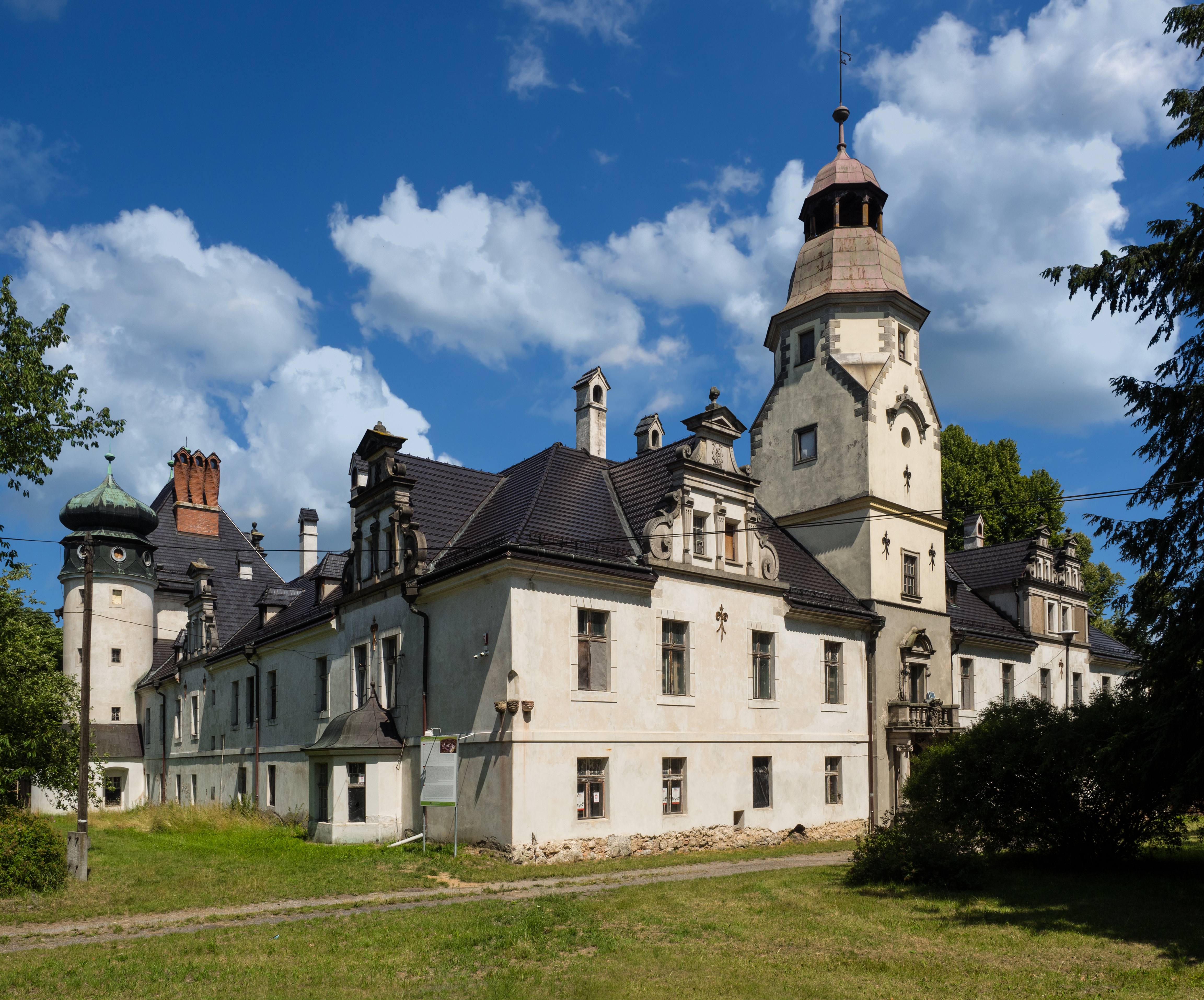
Schloss Dambrau (Torseite)

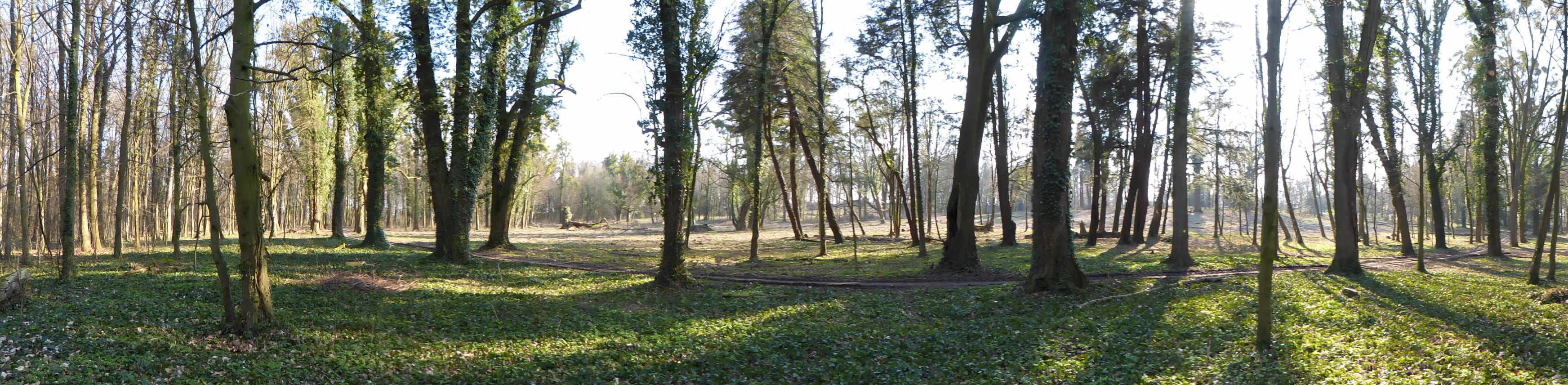
Schlosspark

Die Gegend rund um Dambrau war bereits zur Bronze- und Eisenzeit besiedelt. Dies belegen archäologische Ausgrabungen, bei denen unter anderem fünf Kriegsbeile entdeckt wurden. In dem Werk  Liber fundationis episcopatus Vratislaviensis aus den Jahren 1295–1305 wird der Ort erstmals urkundlich als Dambrova erwähnt. Im Jahr 1305 wurde die Parochie Dambrova erstmals erwähnt. Weitere Erwähnungen des Dorfes erfolgten in den Jahren 1335, 1449 als Dambrawa sowie im Jahr 1498.
Während der Reformationszeit wurde Dambrau evangelisch. Unter den Freiherrn Tschtschau-Mattich wurde Dambrau jedoch wieder rekatholisiert. Nach dem Ersten Schlesischen Krieg 1742 fiel Dambrau mit dem größten Teil Schlesiens an Preußen. Zwischen 1743 und 1818 gehörte der Ort zum Landkreis Oppeln. 1783 wurde in Dambrau eine katholische Schule eingerichtet. Im gleichen Jahr zählte der Ort 13 Bauern, 30 Gärtner und eine Wassermühle sowie 330 Einwohner.
Nach der Neuorganisation der Provinz Schlesien gehörte die Landgemeinde Dambrau ab 1818 zum Landkreis Falkenberg O.S. im Regierungsbezirk Oppeln. 1847 erhielt Dambrau mit dem Bahnhof im angrenzenden Ort Scheppelwitz Anschluss an die Eisenbahnstrecke Oppeln–Brieg. 1845 bestanden im Dorf ein Schloss, eine katholische Pfarrkirche, eine katholische Schule, ein Vorwerk, eine Brauerei, zwei Wirtshäuser und 75 Häuser. Im gleichen Jahr lebten in Dambrau 591 Menschen, davon 57 evangelisch. 1855 lebten 667 Menschen im Ort. 1865 zählte das Dorf 19 Bauern-, 93 Gärtner- und 44 Häuslerstellen. Die zweiklassige katholische Schule in Dambrau wurde im selben Jahr von 210 Schülern besucht. 1874 wurde der Amtsbezirk Dambrau gegründet, welcher aus den Landgemeinden Dambrau, Czeppelwitz, Polnisch Leipe und Sokollnik sowie den Gutsbezirken Dambrau, Czeppelwitz, Polnisch Leipe und Sokollnik bestand. 1885 zählte Dambrau 646 Einwohner. 1890 erhielt Dambrau eine zunächst einklassige evangelische Schule.
1933 lebten 1063 sowie 1939 1020 Menschen im Ort. Bis Kriegsende 1945 gehörte der Ort zum Landkreis Falkenberg O.S.
Am 22. Januar 1945 rückte die Rote Armee bis kurz vor Dambrau vor. Erst Mitte März 1945 wurde der Ort durch sowjetische Soldaten eingenommen. Danach kam der bisher deutsche Ort unter polnische Verwaltung, wurde in Dąbrowa umbenannt und die Gmina Dąbrowa gegründet. Im Juni 1946 wurde die verbliebene deutsche Bevölkerung vertrieben. 1950 kam der Ort zur Woiwodschaft Oppeln. 1999 kam der Ort zum wiedergegründeten Powiat Opolski.
2007 lebten 1045 Menschen im Ort.

## Sehenswürdigkeiten
Diese Sehenswürdigkeiten sind denkmalgeschützt:
- Die römisch-katholische Pfarrkirche St. Laurentius (Kościół par. Św. Wawrzyńca)  ist ein Bau der Spätrenaissance Anfang des  17. Jahrhunderts errichtet, Umbau 1822 und 1852, restauriert 1948, 1969 und 2000. Gebäude mit Frontturm, zweiachsigem Langhaus und einachsigem, dreiseitig geschlossenem Chor. Den Abschluss des niedrigen Glockenturms, der im letzten Geschoss in einen achteckigen Grundriss übergeht, bildet eine Barockhaube mit Laterne.  Die klassizistischen Altäre stammen aus dem Anfang des 19. Jahrhunderts, der Hauptaltar zeigt ein Gemäldes des heiligen Laurentius und Figuren der Heiligen Petrus und Paulus. Die Kanzel ist ein Werk des Rokoko aus der zweiten Hälfte des 18. Jahrhunderts, auf dem Baldachin sind die Kardinaltugenden dargestellt, dazu kommen Flachreliefs wie Predigt des Moses oder Jesus im Tempel.[11]
- Beim Schloss Dambrau (Zamek) handelt es sich ebenfalls um einen Bau aus der Zeit der Spätrenaissance. Es wurde von 1615 bis 1617 für den damaligen Grundherrn Joachim Graf von Tschentschau-Mettich mit dem heutigen Torturm mit Zwiebelhelm errichtet. Grundlegend umgestaltet wurde die Vierflügelanlage des Schlosses von 1894 bis 1897 im Stil der Neorenaissance. Der Außenbau wurde mit vielen Zwerchgiebeln versehen und an der Nordwestecke ein Rundturm errichtet.
- Der Schlosspark hat eine Größe von über 20 Hektar und umgibt das Schloss.
- Die Zufahrtsallee
- Eine Skulptur des Heiligen Johannes Nepomuk (rzeźbą św. Jana Nepomucena) von 1720.
- das Haus des elisabethanischen Nonnenklosters (dom zakonny elżbietanek) in der Ul. Polna 4, aus dem Jahr 1895.

## Gemeindegliederung
Die Gemeinde Dąbrowa umfasst ein Gebiet von 130,84 km² und gliedert sich 15 Dörfer mit Schulzenämtern.

## Persönlichkeiten
- Robert Walser (1878–1956), schweizerischer Schriftsteller, diente im Winter 1905–1906 auf Schloss Dambrau
- Käthe Kruse (1883–1968), deutsche Schauspielerin und Puppenmacherin
- Johannes Rath (1910–1973), Maler und Pfarrer, verbrachte seine Kindheit und Jugend in Dambrau